# Señales
Señales ist das erste Studioalbum der argentinischen Popband Erreway, welches 2003 produziert wurde. Wie auch die anderen Alben wurde Señales vom Label Yair Dori Entertainment unter der Produktion von Maria Cristina DeGiacomi veröffentlicht. Das Album beinhaltet 12 Songs der argentinischen Jugendserie Rebelde Way, unter anderem auch die Lieder Bonita de Más oder auch den gleichnamigen Titelsong der Serie Rebelde Way. Das Album wurde ebenfalls wie die Alben Tiempo und Memoria in mehr als 26 Ländern verkauft.

## Verkauf und Erfolg
Das Album wurde weltweit eine Million Mal verkauft und erreichte zweimal die Goldene Schallplatte in Argentinien. Das Album erreichte 2006 außerdem den 41. Platz in den spanischen Musikcharts, wo sich das Album insgesamt 11 Wochen lang halten konnte. Das Album erreichte in den argentinischen Billboard Charts, sowie in den israelischen Charts jeweils den ersten Platz.

## Singles
Zu dem Album wurden sechs Singles veröffentlicht, die Bonita de Más, Resistiré, Será Porque Te Quiero, Sweet Baby, Amor de Engaño und Inmortal heißen.

### Sweet Baby
Sweet Baby ist die erste Singleauskopplung des Albums, das von Cris Morena und Carlos Nilson geschrieben wurde. Er wurde auch in der Serie eingespielt, wo dieser von Mía Colucci (Luisana Lopilato) geschrieben wurde. In der Serie war Colucci nicht zu Beginn der Gründung in der Band, sondern wurde anstelle für Felicitas Mitre (Angeles Balbiani) ersetzt und wurde erst nach dem Verlassen der Band durch Mitre gemeinsam mit Mia aufgeführt.
Der Song gilt zu den bekanntesten Songs der Band und ist auf allen Live- bzw. Compilation-Alben enthalten. Dieser Song wurde bisher auf jeder Tour von der Band aufgeführt, letztmals auf der Happy Summer Tour in Spanien 2007, wo die Band nach dem Verlassen von Lopilato als Trio auftrat.

### Bonita de Más
Die zweite Single zum Album heißt Bonita de Más und wurde ebenfalls von Cris Morena und Carlos Nilson geschrieben. Aufgenommen wurde der Song von Camila Bordonaba, Felipe Colombo, Benjamín Rojas, Luisana Lopilato und von den Schauspielern der Serie Rebelde Way, darunter Victoria Maurette.
Bonita de Más ist der erste Song der Band, welcher innerhalb der Serie verwendet wurde (wenn man Rebelde Way und Resistiré nicht berücksichtigt, die beide jeweils Titelmusik der Serie waren).
Wie Sweet Baby gehört auch Bonita de Más zu den bekanntesten Songs, die ebenfalls auf allen Live- und Compilation-Alben enthalten sind, sowie auf jeder Tour gespielt wurden.

### Resistiré
Resistiré, die dritte Singleauskopplung des Albums wurde von den vier Erreway-Mitgliedern und weiteren Schauspielern der Serie Rebelde Way (darunter: Victoria Maurette, Diego Mesaglio, Jazmin Beccar Varela und Micaela Vázquez) aufgenommen. Geschrieben wurde der Song, wie alle anderen Songs der Band von Cris Morena und Carlos Nilson.
Der Song ist der Song im Abspann der ersten Staffel in der Serie. In dieser Serie schrieb Pablo Bustamante (gespielt von Benjamín Rojas) den Song für Marizza (Camila Bordonaba).
Bisher wurde der Song auf jedem Konzert der Band gespielt und ist in allen Live-Alben und Compilations enthalten.

### Inmortal
Inmortal, die vierte Single des Albums wurde von Felipe Colombo und Benjamín Rojas eingespielt. In der Serie Rebelde Way schrieb Mia den Text und Pablo komponierte dazu die Musik.
Das Video zeigt Colombo und Rojas bei den Aufnahmen der Songs und eine Lovestory zwischen Marizza (Camila Bordonaba) und Marcos (Diego García).
Wie Sweet Baby, Bonita de Más und Resistiré gehört auch Inmortal zu den Greatest Hits der Band. Es wurde ebenfalls auf allen Live-Alben und Compilations eingespielt, sowie in jedem Konzert aufgeführt.

### Amor de Engaño
Amor de Engaño ist die fünfte Auskopplung zum Album Señales. Dieser wurde nur von Felipe Colombo eingespielt, wobei man Camila Bordonaba, Benjamín Rojas und Luisana Lopilato als Backgroundsänger hören kann.
In der Serie wurde der Song in allen romantischen Szenen zwischen Mia (Luisana Lopilato) und Manuel (Felipe Colombo) verwendet.
Der Song wurde auf allen Live-Alben und Compilations eingespielt sowie in allen bisherigen Konzerten aufgeführt.

### Será Porque Te Quiero
Será Porque Te Quiero ist die letzte Singleauskopplung zum Album Señales.
Der Song wurde in der Serie Rebelde Way des Öfteren aufgeführt, unter anderem für die Geburtstage von Mia Colucci und Marizza Pía Spirito.
Der Song wurde bisher auf allen Konzerten aufgeführt und ist auch auf allen Live-Alben und Compilations eingespielt worden. Außerdem wurde der Song von der argentinischen Popband Teen Angels in der Serie Casi Àngeles gecovert.

## Trackliste
- 1. Sweet Baby
- 2. Bonita de Más
- 3. Pretty Boy
- 4. Aún Ahora
- 5. Resistiré
- 6. Inmortal
- 7. Amor de Engaño
- 8. Mi Vida
- 9. Vale La Pena
- 10. Será Porque Te Quiero
- 11. Perder Un Amigo
- 12. Rebelde Way

Gesamte Spielzeit: 40:31 Minuten

## Produktion
Alle Songs des Albums wurde von Maria Cristina DeGiacomi und Carlos Nilson produziert.

## Veröffentlichungen
Das Album wurde über eine Million Mal verkauft. Die Songs der Band haben in Lateinamerika sowie in den osteuropäischen Staaten Kultstatus.

## Coverdesign
Das Cover zeigt (wie es üblich für Popbands sind) die Gesichter der Sänger. Auf dem Cover ist das Logo der Serie Rebelde Way zu sehen, welches den Zusammenhang zu der Serie andeutet.

## Stilrichtungen
Die Stilrichtungen wechseln, je nach Song das Genre. So zum Beispiel, sind in dem Song Será Porque Te Quiero vereinzelt Elemente des Hip-Hops enthalten. In dem Song Perder Un Amigo (deutsch: Einen Freund verlieren) kommen vereinzelt Elemente der Popmusik vor und in dem Song Rebelde Way (deutsch: rebellischer Weg) sind klar Merkmale der Rockmusik enthalten. Die Elemente passen zum jeweiligen Thema des jeweiligen Songs. Ausnahme stellt das Lied Bonita de Más dar, welche Einflüsse der lateinamerikanischen Tanzmusik und der modernen Popmusik in sich vereinigt.